# Anton Solovyov (cầu thủ bóng đá, sinh 1995)
Anton Alekseyevich Solovyov (tiếng Nga: Антон Алексеевич Соловьёв; sinh ngày 27 tháng 3 năm 1995) là một cầu thủ bóng đá người Nga. Anh thi đấu cho FC Pskov-747.

## Sự nghiệp câu lạc bộ
Anh ra mắt chuyên nghiệp tại Giải bóng đá chuyên nghiệp quốc gia Nga cho F.K. Zenit-2 St. Petersburg vào ngày 15 tháng 8 năm 2013 trong trận đấu với F.K. Khimki.